# Stadtwerke Bad Salzuflen

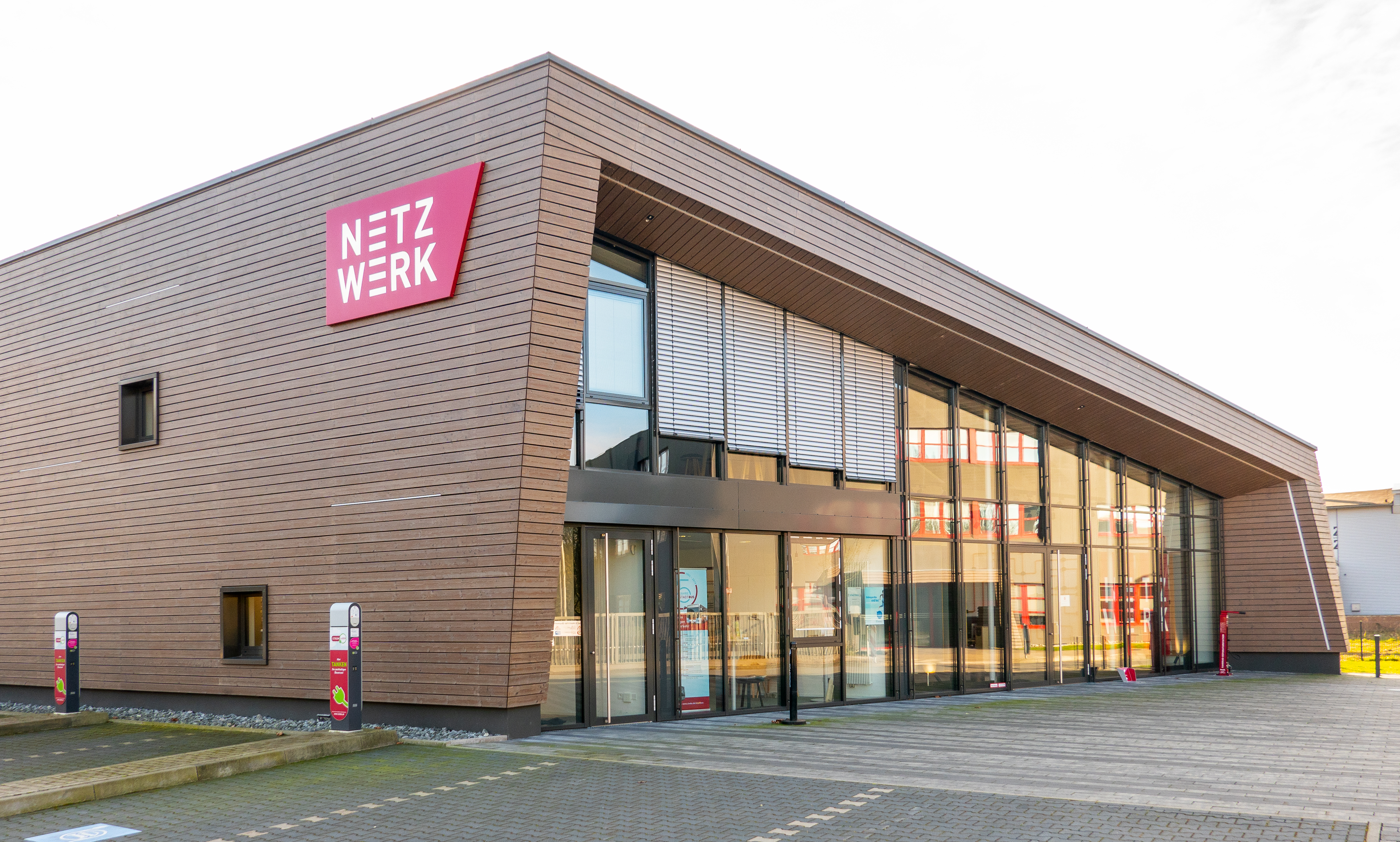
Stadtwerke Bad Salzuflen, NETZWERK

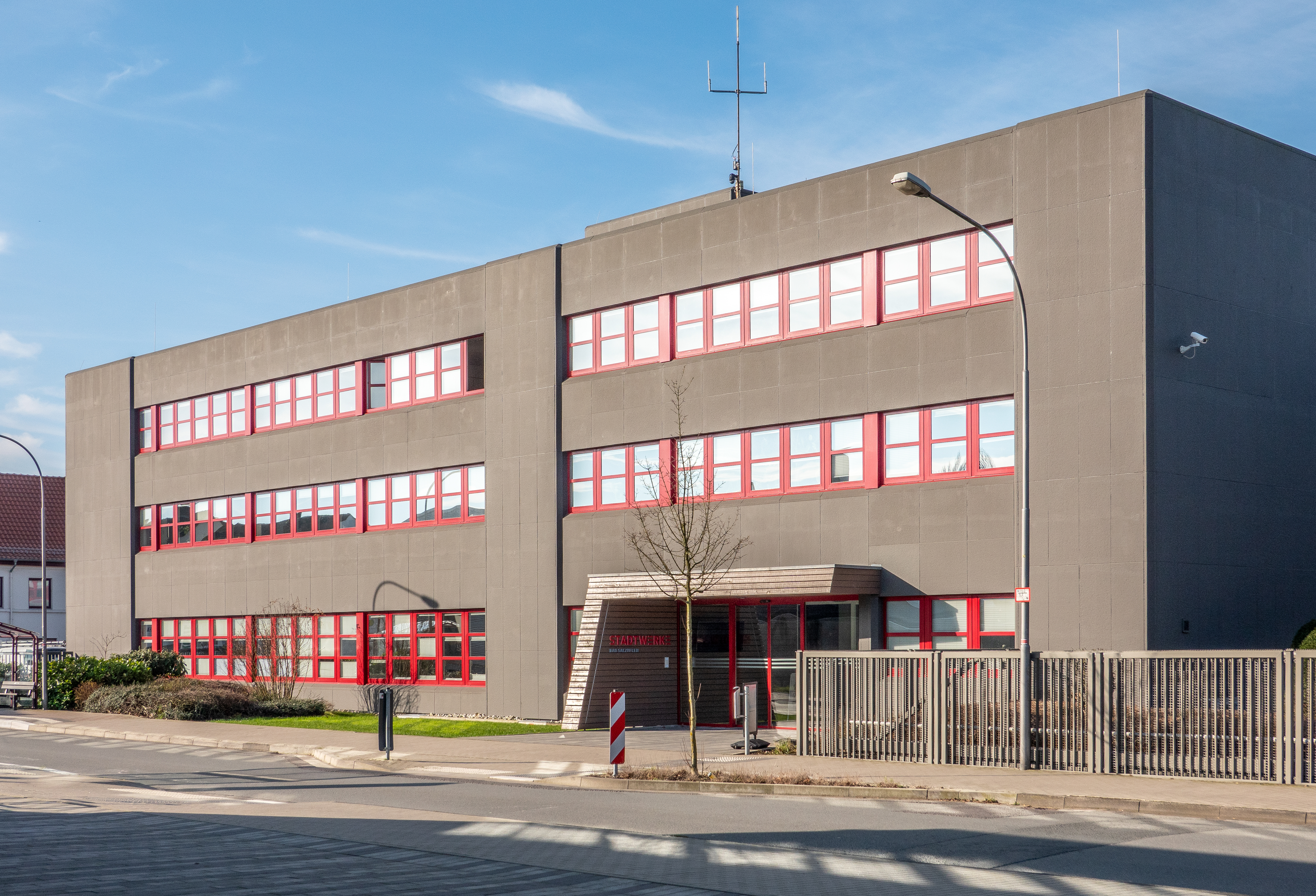
Stadtwerke Bad Salzuflen, Verwaltungsgebäude

Die Stadtwerke Bad Salzuflen GmbH sind das regionale Energieversorgungsunternehmen in Bad Salzuflen.
Sie versorgen die Stadt Bad Salzuflen mit Strom, Gas, Wärme, Wasser  und betreiben den Stadtbus, die Parkhäuser sowie das Begabad und das Lohfeld Bad in Bad Salzuflen.
Das Führungsteam der Stadtwerke Bad Salzuflen besteht aus dem Geschäftsführer Volker Stammer und dem Prokuristen Christian Müller.

## Zahlen und Fakten zur Stromversorgung
Die Stadtwerke Bad Salzuflen versorgen seit dem Jahre 1911 die Stadt Bad Salzuflen mit Strom.
Daten zur Stromversorgung:
- Abgabe: 232,5 Mio. kWh
- Länge der Versorgungsleitungen: 1167,1 km
- Anzahl der Zähler: 33393

## Zahlen und Fakten zur Gasversorgung
Die Stadtwerke Bad Salzuflen versorgen seit dem Jahre 1901 die Stadt Bad Salzuflen mit Gas.
Daten zur Gasversorgung:
- Abgabe: 515,5 Mio. kWh
- Länge der Versorgungsleitungen: 287,4 km
- Anzahl der Zähler: 11460

## Zahlen und Fakten zur Wärmeversorgung
In sieben Blockheizkraftwerken wird Wärmeenergie erzeugt.
- Abgabe: 61,9 Mio. kWh
- Länge der Versorgungsleitungen: 18,5 km
- Anzahl der Zähler: 2670

## Zahlen und Fakten zur Trinkwasserversorgung
Die Stadtwerke Bad Salzuflen versorgen seit dem Jahre 1902 die Stadt Bad Salzuflen mit Trinkwasser.
Daten zur Trinkwasserversorgung:
- Abgabe: 2,7 Mio. m³
- Länge der Versorgungsleitungen: 419,5 km
- Anzahl der Zähler: 15999

## Öffentlicher Personennahverkehr
Die Stadtwerke Bad Salzuflen GmbH betreiben den Stadtbusverkehr in Bad Salzuflen mit derzeit sechs Linien.
- siehe Hauptartikel Stadtbus Bad Salzuflen

## Parkhäuser
Folgende Parkhäuser werden von den Stadtwerken Bad Salzuflen betrieben:
- Parkhaus Altstadt (260 Plätze)
- Parkhaus Kurpark (315 Plätze)
- Parkhaus Zentrum (416 Plätze)

Quelle:

## Bäder
Folgende Bäder werden von den Stadtwerken Bad Salzuflen betrieben:
- Bega Bad (Freibad)[2]
- Lohfeld Bad (Hallenbad)[3]

## Weitere Geschäftsfelder
Seit 2018 betreiben die Stadtwerke Bad Salzuflen das NETZWERK als Veranstaltungsort. In diesem veranstalten die Stadtwerke eigene Veranstaltungen. Es kann auch von Vereinen und Institutionen für Veranstaltungen genutzt werden.
Die Stadtwerke betreiben mehrere Ladesäulen für Elektroautos im Stadtgebiet (u. a. am Bahnhof in Schötmar.) Außerdem kann man bei den Stadtwerken Elektroautos und Elektrofahrräder für Fahrten innerhalb des Stadtgebietes mieten.
Die Stadtwerke unterstützen das Stadtmarketing Bad Salzuflen bei der Umsetzung des Projektes Nette Toilette in Bad Salzuflen.